# فيرا جيمس
فيرا جيمس (بالإنجليزية: Vera James)‏ هي ممثلة أسترالية، ولدت في 2 أبريل 1892، وتوفيت في 19 أكتوبر 1980.

## وصلات خارجية
- فيرا جيمس على موقع IMDb (الإنجليزية)